# Nate Miller
Nate Miller (ur. 3 sierpnia 1963 w Filadelfii) – amerykański bokser, mistrz świata federacji WBA.

## Profesjonalna kariera
Na zawodowych ringach zadebiutował 30 września 1986, pokonując przez techniczny nokaut Tony Jacksona już w pierwszej rundzie. w swojej czternastej walce 21 października 1988 poniósł pierwszą porażkę ulegając Boubakar Sanogo. cztery miesiące później pokonał przez TKO w siódmej rundzie Berta Coopera zdobywając pas NABF. 19 lipca 1989 obronił swój pas pokonując również przez TKO w siódmej rundzie Andre McCalla, a 26 marca 1990 wygrał jednogłośnie  z przyszłym mistrzem Tyrone Booze. 2 października 1990 w kolejnej obronie pokonał przez techniczny nokaut w piątej rundzie Michaela Greera. Swój pas stracił dwa miesiące później przegrywając jednogłośną decyzją z Jamesem Warringiem. W swoim kolejnym pojedynku zmierzył się z przyszłym mistrzem IBF Alfredem Cole przegrywając na punkty, stawką tego pojedynku był należący do Cola pas USBA. Po stoczeniu pięciu zwycięskich pojedynków między innymi zwyciężając jednogłośną decyzją byłego mistrza świata Dwighta Muhammada Qawi ponownie zmierzył się z Alfredem Cole, lecz tym razem stawką pojedynku był należący do Cola pas IBF ponownie przegrywając na punkty. Po dwóch zwycięskich pojedynkach 22 lipca 1995 zdobył pas WBA nokautując w ósmej rundzie Orlina Norrisa. Swój pas skutecznie obronił w pojedynkach z Reinaldo Gimenezem, Brianem LaSpadą, Jamesem Heathem oraz Oleksandrem Hurowem wszystkie te pojedynki kończąc przed czasem, Swój pas stracił 8 listopada 1997 przegrywając jednogłośną decyzją z Fabrice Tiozzo. W swoim kolejnym pojedynku ponownie zmierzył się z Orlinem Norrisem, który skutecznie zrewanżował się Millerowi za porażkę sprzed trzech lat pokonując go na punkty. 10 kwietnia 1999 przegrał z Thomas Hearns w pojedynku gdzie stawką było mistrzostwo świata federacji IBO, a po stoczeniu trzech kolejnych walk w 2001 roku zakończył karierę.